# Кудринский, Валерий Иннокентьевич
Валерий Иннокентьевич Кудринский (15 марта 1947 года, село Третьяково, Тисульский район, Кемеровская область, РСФСР — 6 марта 2023, Красноярск, Россия) — советский и российский художник-график. Заслуженный художник Российской Федерации (1999), член-корреспондент Российской академии художеств (2012).

## Биография
Родился 15 марта 1947 года в селе Третьяково Кемеровской области. Жил и работал в Красноярске.
В 1968 году окончил Красноярское художественное училище имени В. И. Сурикова, руководитель Якубовский Юрий Павлович.
С 1980 года — член Союза художников СССР, России.
С 1981 по 1985 годы — заместитель председателя правления Красноярского регионального отделения Союза художников СССР.
С 1987 по 1991 годы — работал в Сибирско-Дальневосточном отделении Академии художеств СССР.
В 1997 году — работал в Голландии по приглашению голландской стороны с рядом последующих выставок.
В 2012 году — избран членом-корреспондентом Российской академии художеств от Отделения Урал, Сибирь и Дальний Восток.
Скончался 6 марта 2023. Похоронен в Красноярске на Аллее славы кладбища Новый Бадалык.

## Творческая деятельность
Основные произведения: циклы акварелей, выполненные по материалам поездок по всей России (Крайний Север, Таймыр, Карелия) и за рубеж (Франция, Голландия, Япония).
Участник поездок по стране в составе творческих групп Союза художников: «Таймыр-83», «Художники — флоту-86», «Сахалин — Курилы», «Енисей-88», «Карелия-89», «Горный Алтай-90», «Енисей-91». Автор альбома «Свет осенних берез» (1995).
С 1970 года — участник краевых, зональных, республиканских, всесоюзных, зарубежных художественных выставок.
Произведения находятся во музейных коллекциях, как в России, так и за рубежом.

## Награды
- Заслуженный художник Российской Федерации (1999)[2]
- Почётная грамота Министерства культуры Российской Федерации за большой вклад в развитие культуры (2011)
- Первая премия губернатора Красноярского края за высокохудожественные произведения, отличающиеся новизной и оригинальностью (2012)
- Главный приз жюри Национального общества изящных искусств Франции (2012)
- Диплом и медаль Одиннадцатой региональной выставки «Сибирь», Омск (2013)